# Anna Adlischweiler
Anna Adlischweiler, née vers 1504 en Zurich, et morte le 17 septembre 1564, est reconnue en tant que réformatrice engagée durant la Réforme de l'Église du XVIe siècle. Elle joue un rôle important dans la propagation des idées réformatrices de l'époque et l'accueil de réfugiés persécutés.

## Biographie

### Contexte familial
Anna Adlischweiler est la fille d'Elisabeth Stadler et de Hans Adlischwyler. Elle a un demi-frère, Johannes Adlischwyler, issu du premier mariage de son père.
Son père, originaire de Rapperswil, devient un citoyen de Zurich à partir de 1491. Il travaille en tant que cuisinier réputé du bourgmestre Hans Waldmann, de l'abbé Ulrich Trinkler de Kappel, et de la taverne du magistrat « zum Alsässer ».
Hans Adlischwyler fait partie de l'élite sociale en raison du rôle de gestionnaire qu'il a auprès de deux guildes : « Zunft zum Weggen » et de la « Zunft zur Meisen », où se déroulaient la scène politique zurichoise et les enjeux de pouvoir.

### Un grand héritage
En 1512, son père trouve la mort lors d'un affrontement à Pavie, où il sert en tant que cuisinier pour un capitaine militaire, laissant à Anna Adlischweiler un héritage important de trois cent vingt florins rhénans en quatre titres, 1785 livres de pièces d'or de Zurich de quatorze titres, une maison d'une valeur de cent livres, de l'argent et des plats d'argent d'une valeur soixante-dix livres, trois lits et d'autres effets ménagers.

### Le couvent d'Oedenbach
Du temps du catholicisme romain à la fin du Moyen Âge, confier ses propres enfants à un couvent ou à un monastère est une manière respectable pour les parents de soulager leur fardeau. Les familles qui ont trop d'enfants, qui manquent de ressources financières, ou qui souhaitent accumuler des mérites spirituels peuvent déposer leurs enfants auprès des moines ou des nonnes de leur localité. C'est le cas pour Anna Adlischweiler.
À la suite de la mort de son père, pour honorer sa mémoire, sa mère Elsbeth Adlischweiler, fervente catholique, souffrant de maladie, prend la décision de confier sa fille Anna, alors âgée de huit ans, au couvent d'Oedenbach à Zurich. À cette époque, les couvents remplissent également la fonction d'hôpitaux, c'est pourquoi, elles emménagent ensemble.

### L'arrivée de la Réforme

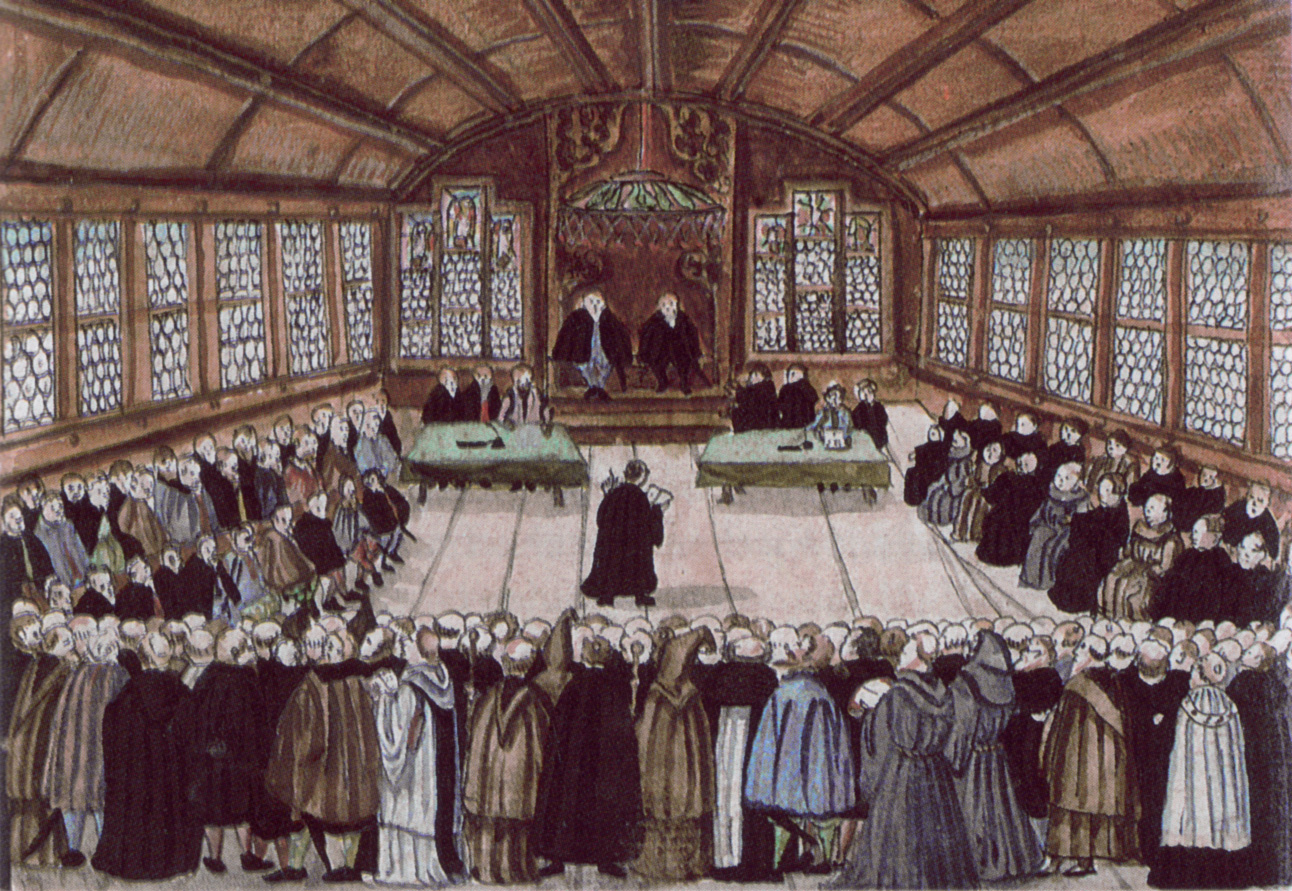
Présentation de la première dispute zurichoise de 1523 dans une copie de l'Histoire de la Réforme de Bullinger

Ulrich Zwingli prêche alors la réforme dans tout Zurich. Le 22 juillet 1522, le conseil municipal de Zurich dans le cadre de la ratification de la Dispute, lui impose l'obligation de prêcher en accord strict avec les Écritures[pas clair].
Le Conseil estime également qu'il ne faut pas dissimuler la bonne parole aux femmes résidant dans les couvents de Zurich. Par conséquent, au cours du printemps 1522, Ulrich Zwingli prêche aux nonnes de Zurich, mettant en avant la clarté et la certitude de la Parole de Dieu.

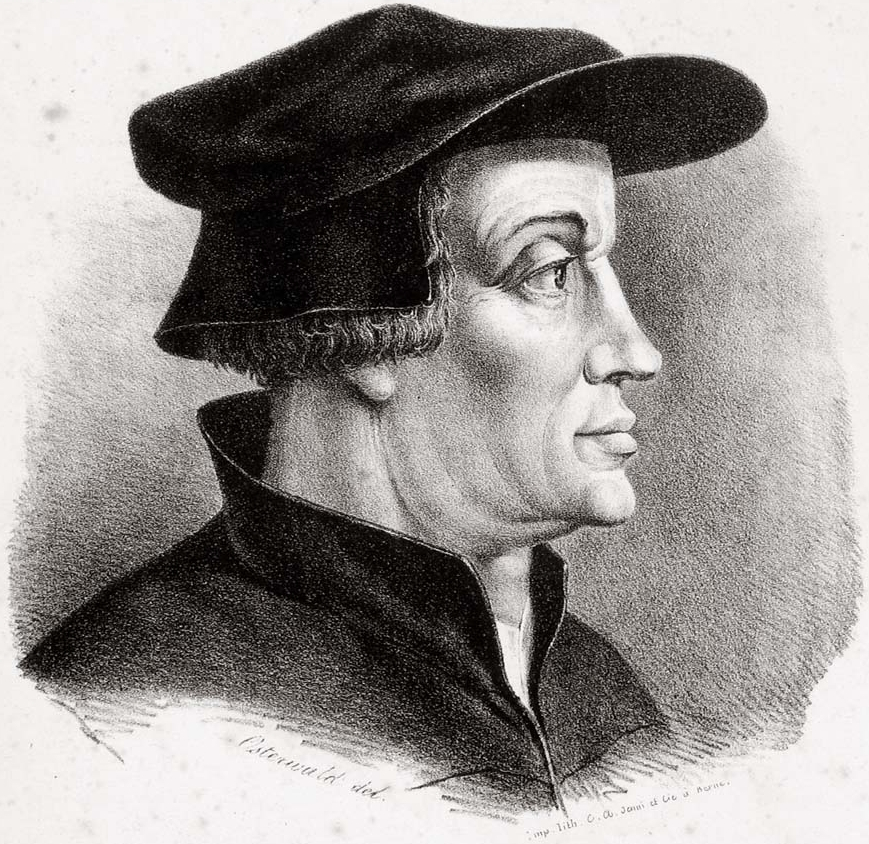
Portrait d'Ulrich Zwingli

Ulrich Zwingli et Leo Jud sont chargés de la direction spirituelle du couvent d'Oedenbach, ce qui incite de nombreuses religieuses à quitter les lieux et à chercher refuge à Lucerne. Anna et sa mère sont les seules à rester, mais étant donné que la conversion d'Anna à la Réforme est influencée par la prédication de Zwingli, elle ne peut plus être considérée comme une nonne. Elle prend la décision de demeurer auprès de sa mère malade, qui n'a nulle part d'autre où aller, afin de veiller sur elle.
Lors d'une visite pastorale au couvent, Leo Jud, en tant qu'aumônier, accompagne Heinrich Bullinger, qui est alors un jeune homme. C'est lors de cette visite qu'ils font la connaissance d'Anna Adlischweiler, et que Bullinger tombe amoureux d'elle.

### La demande en mariage
Le 30 septembre 1527, Heinrich Bullinger la courtise en lui exprimant directement ses intentions dans une lettre. Il déclare ouvertement son intérêt pour Anna Adlischwyler, ignorant ainsi les normes sociales habituelles entourant le mariage et le rôle d'un tiers dans le processus.
Il lui écrit une longue lettre argumentant en faveur du mariage et de la foi réformée et lui demandant sa main. Heinrich Bullinger mettant en avant sa propre intégrité, sa situation financière et son amour pour Anna, tente de la convaincre que la vie au couvent n'est pas conforme à la volonté de Dieu. Il l'encourage à ne pas rester enfermée dans un couvent et termine la lettre en lui proposant de réfléchir et de demander à Dieu sa volonté dans cette affaire,.

Il conclut son argumentation en déclarant : 
« Le plus grand et le plus sûr trésor que vous trouverez en moi, c'est la crainte de Dieu, la piété, la fidélité et l'amour, que je vous montrerai avec joie, et le travail, le sérieux et l'ardeur, qui ne manqueront pas dans les choses temporelles»

#### Dissensions
Anna Adlischweiler accepte la proposition de mariage, et le couple échange ses promesses au Grossmünster, mais sa mère, qui est gravement malade, s'y oppose fermement. En conséquence, en octobre 1527, elle rédige une lettre à Heinrich Bullinger exprimant son refus de quitter le couvent et lui demande d'annuler leur engagement. Il est important de préciser que leurs fiançailles n'ont pas été officiellement prononcées en présence de témoins, ce qui est pourtant une exigence légale à cette époque.
Celui-ci se défend en citant des textes bibliques, rappelle à Anna Adlischweiler que le mariage est voulu par Dieu et lui demande de ne pas le ridiculiser en rejetant leur union. Il utilise également le pouvoir politique pour atteindre ses objectifs[précision nécessaire].
En juin 1528, Heinrich Bullinger présente Ulrich Zwingli et le prieur Peter Simler comme témoins devant le tribunal national pour défendre la validité de ses fiançailles avec Anna Adlischweiler. Le tribunal confirme la contrainte juridique des fiançailles. Elle choisit cependant de rester enfermée derrière les murs du couvent pendant près de deux ans, peut-être pour réfléchir à ses options ou par crainte des représailles de sa mère.
Ces événements mettent en lumière les tensions entre Anna Adlischweiler et Heinrich Bullinger, ainsi que l'implication de personnalités politiques et religieuses dans leur conflit conjugal.

### Le mariage
Le 17 août 1529, à peine six semaines après le décès de sa mère le 24 juin, Anna Adlischwyler épouse finalement Heinrich Bullinger à Birmensdorf, chez le frère de celui-ci, Johannes. Ils célèbrent leur mariage avec une réception dans la chapelle du monastère, et Anna prend alors le nom de famille de Bullinger. La cérémonie est dirigée par le pasteur Peter Simler et la célébration se déroule en privé, autour d'une table. Heinrich Bullinger souhaite éviter tout grand rassemblement ou célébration qui pourrait perturber la ville de Bremgarten, où il travaille en tant que pasteur.

### La fuite à Zurich
Ce mariage intime marque le début d'une union qui devient par la suite publique. L'année suivante, le synode de Zurich donne son autorisation à Heinrich Bullinger d'exercer son ministère, dont il accepte le poste pastoral à Bremgarten. Le couple s'installe là-bas, et Anna Bullinger accouche de ses deux premières filles, Anna et Margaret.

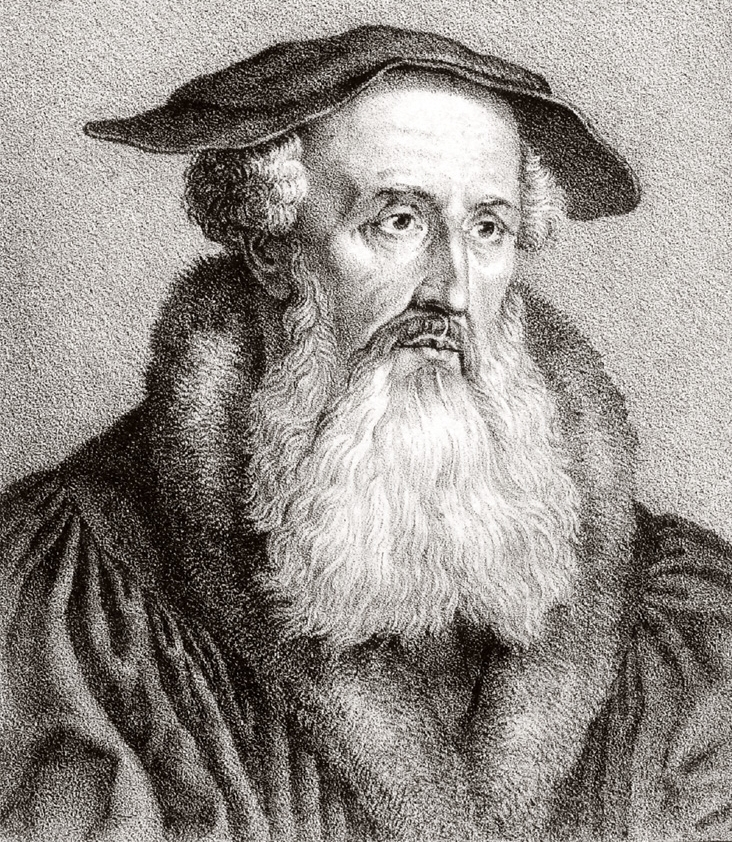
Portrait d'Heinrich Bullinger

Cependant, la défaite de Zurich dans la même bataille qui a coûté la vie à Ulrich Zwingli en 1531, rend leur vie et leur ministère dangereux, surtout pour son mari, car les catholiques romains n'hésitent pas à tuer les ministres protestants. Lorsque l'armée catholique romaine approche, Heinrich Bullinger s'enfuit de  Bremgarten avec son père et son frère. De son côté, Anna, aidée par un serviteur, quitte sa maison et emmène ses deux jeunes enfants pour se rendre auprès de son mari à Zurich sans encombre.

### Une famille nombreuse et hospitalière
Durant dix-huit ans et jusqu'à l'âge de quarante-trois ans , Anna Bullinger accouche de onze enfants : Anneli en 1530, Margarethe en 1531, Elisabeth en 1532, Heinrich en 1534, Hans Rudolf en 1536, Christof en 1537, Hans en 1539, et Diethelm en 1541. Cependant, Diethelm et Hans décèdent la même année, en 1541. Puis, Veritas en 1543, Dorothea en 1545, et le dernier, Felix en 1547 et mort en 1553.
En plus de leurs nombreux enfants, sa maison sert également de foyer aux parents de Heinrich Bullinger, ainsi que la veuve de Zwingli et ses enfants, considérés comme des membres de la famille.

### Une bienfaitrice
La bienveillance d'Anna Bullinger ne se limite pas à sa propre famille. Sa maison est aussi un refuge pour les personnes sans abri, accueillant des réfugiés protestants venant de toute l'Europe, quels que soient leur origine et leur diversité.
Zurich est un lieu d'asile pour les réformés persécutés, et le couple apporte un soutien inestimable aux réfugiés. Son mari reçoit régulièrement des lettres de remerciements pour l'hospitalité et la gentillesse dont son épouse fait preuve, des salutations de nombreuses personnes, y compris des cadeaux tels qu'une paire de couteaux, et des coqs.

#### Les réfugiés

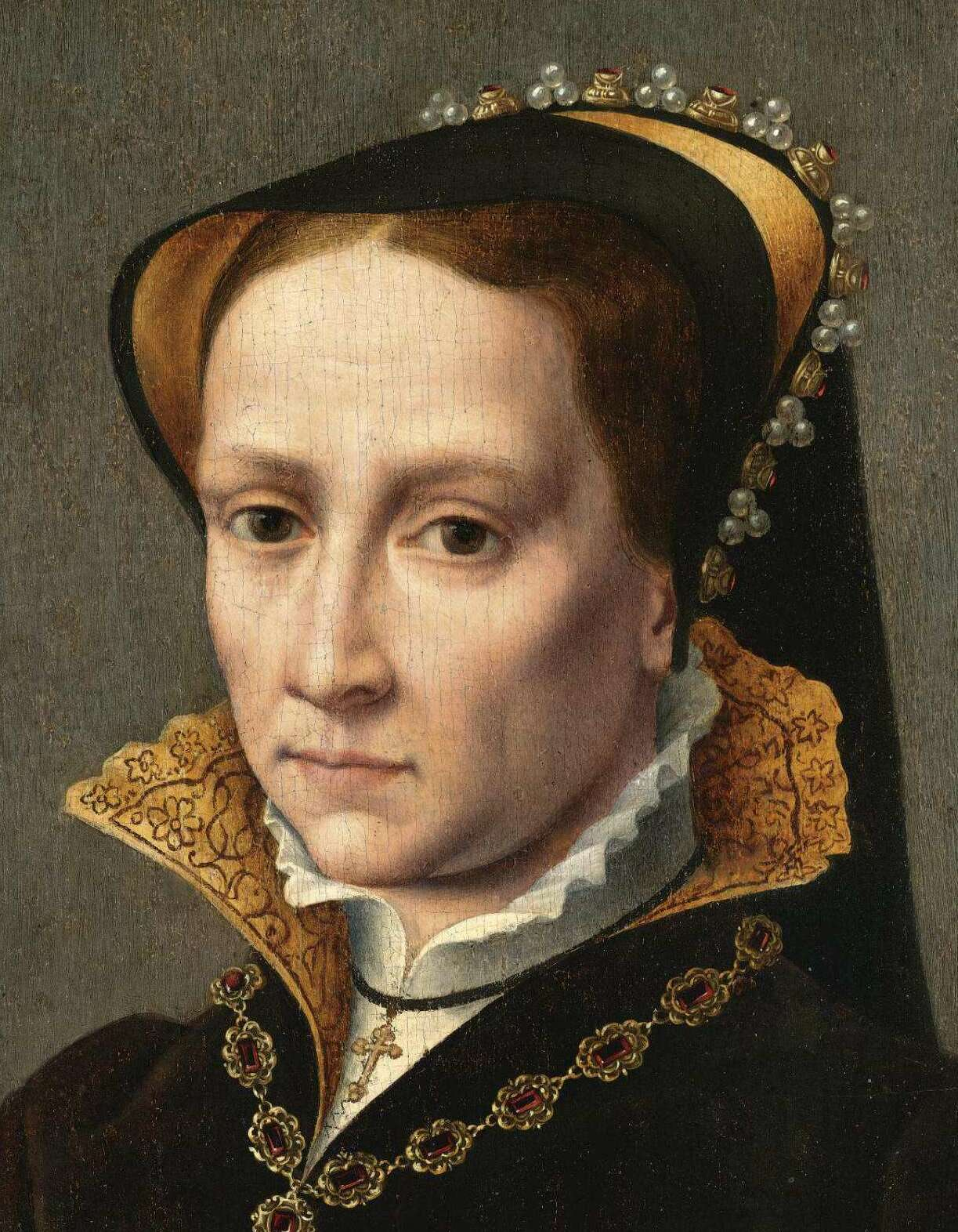
Portrait de Marie Ire d'Angleterre

En raison des persécutions qui sévissent en Angleterre en 1550 sous le règne de Marie I (surnommée "Marie la Sanglante"), les Bullinger et l'Église de Zurich accueillent volontairement les réfugiés. Malgré des ressources financières limitées, Anna Bullinger met tout en œuvre pour prendre soin de ceux-ci en leur offrant de quoi manger, un toit et des vêtements. Par la suite, la reine Élisabeth va leur exprimer sa gratitude pour leur dévouement et leur attention envers les protestants anglais, qui sont reconnus et respectés.

#### Les étudiants
Cependant, les visiteurs d'Anna Bullinger ne se limitent pas seulement à ceux qui fuient les persécutions. En 1536, l'archevêque Thomas Cranmer envoie trois jeunes hommes à Zurich pour y recevoir une éducation. Parmi ces jeunes, deux sont accueillis dans sa demeure. L'un d'entre eux va à plusieurs reprises exprimer sa gratitude envers Heinrich Bullinger et Anna, qui se révéla être pour lui une figure maternelle aimante et attentionnée.

#### Les invités d’honneur
En raison de la position de son mari, elle reçoit également d'éminents invités étrangers tels que Jean Calvin et Guillaume Farel de Genève, Martin Bucer et Wolfgang Capiton de Strasbourg, ainsi que l'ambassadeur du roi de Navarre, ainsi que des familles nobles du Wurtemberg et de Schaumburg.

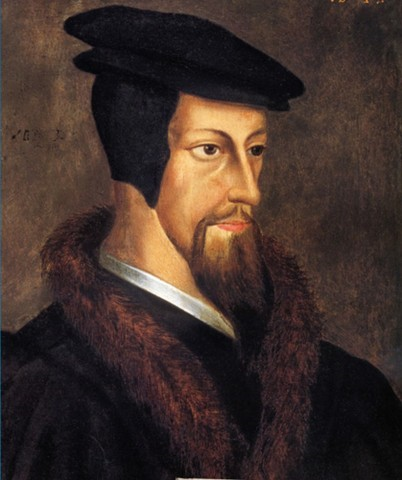
Portrait de Jean Calvin
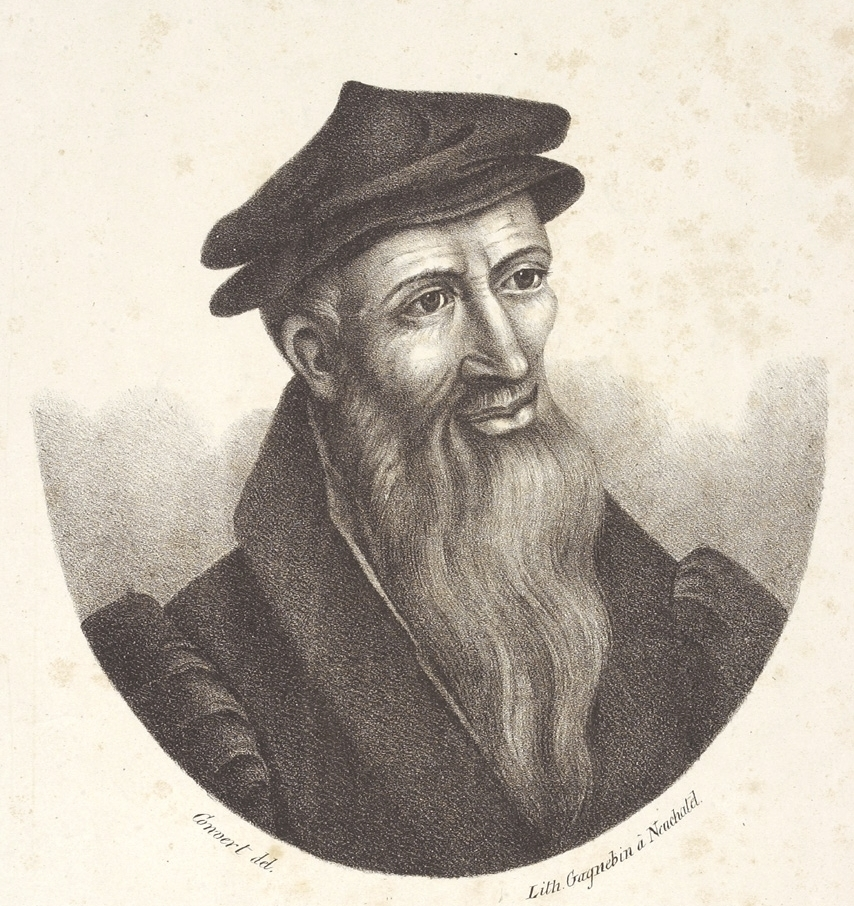
Portrait de Guillaume Farel
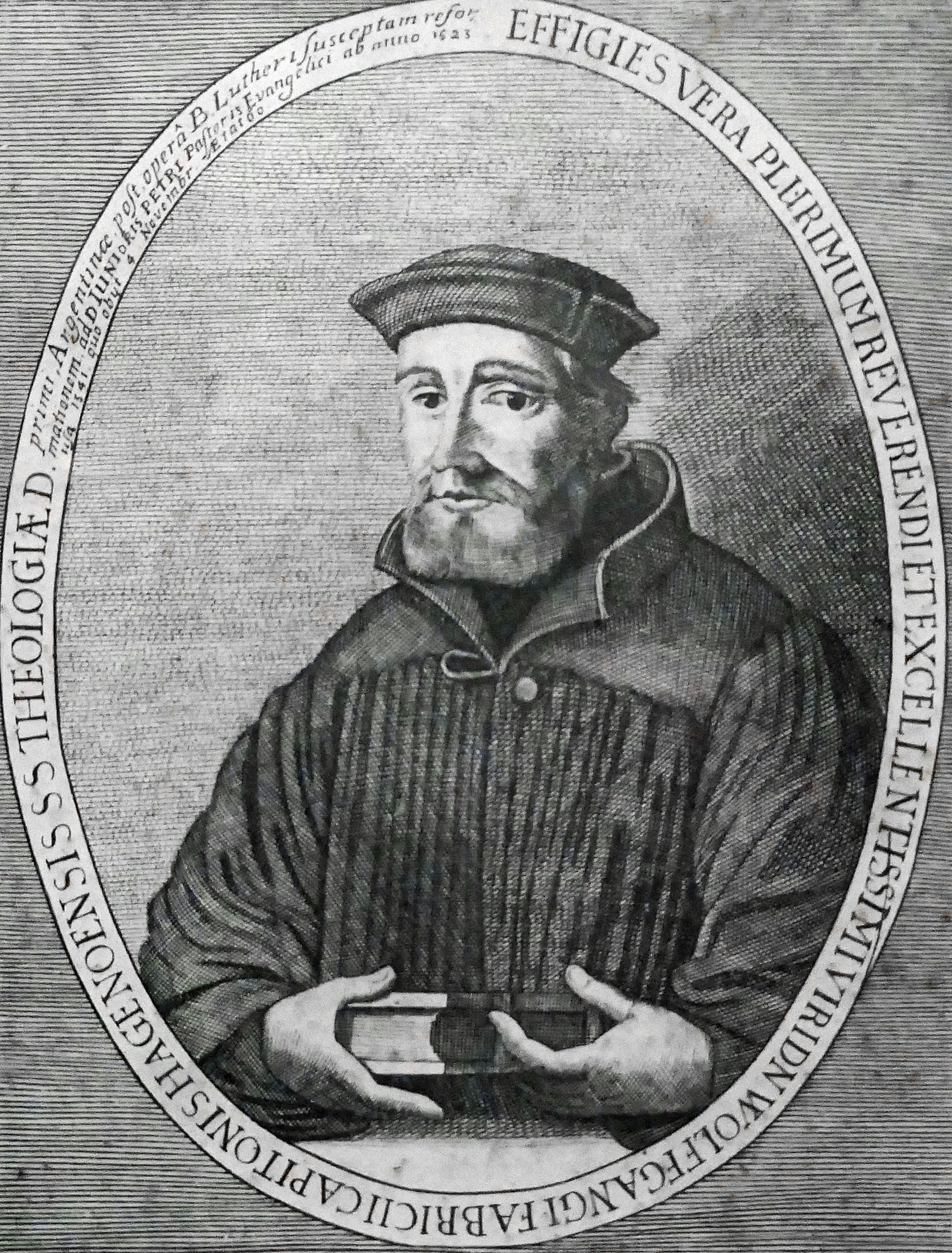
Portrait de Wolfgang Capiton

#### Mère de Zurich
Anna Bullinger s'occupe également des nécessiteux à Zurich. De manière continue, des dons passent par ses mains pour les pauvres de la ville. Rejointe par d'autres femmes de pasteurs locaux dans son engagement, elle fournit aux malades tout ce qui est nécessaire : de la nourriture, des boissons, des vêtements, de l'argent. Les Zurichois lui attribuent le titre affectueux de « mère », de même que dans d'autres pays, où de nombreux Anglais, Italiens, Hollandais et Allemands la reconnaissent comme « la mère de Zurich ».

### Décès
En 1564, la peste frappe Zurich. Anna Bullinger décède à l'âge de 59 ans le 17 septembre de cette année là, après avoir soigné son mari qui avait lui-même contracté cette maladie. Bien que toujours malade, celui-ci rassemble les dirigeants de l'Église le jour de la mort de sa femme. Il les bénit, leur demande d'être patients et fidèles, puis leur confie la responsabilité de l'Église.

Quelques jours plus tard, Heinrich Bullinger écrit dans son journal :
« Cette nuit-là, la peste a également emporté ma femme bien-aimée, Anne Adlischwyler.  Elle a été malade pendant neuf jours, a invoqué Dieu avec foi et est morte bienheureuse. Elle a été enterrée le lendemain, lundi 25 septembre, vers midi, avec une merveilleuse participation des gens de la ville, des gens bons et honorables de toute la ville. Elle a été portée dans sa tombe et enterrée à côté de M. Hansen Escheren, le notaire de la ville, et de M. Peter Martyr, à l'endroit où l'on entre dans le chœur et où l'on descend les longues marches jusqu'à la porte qui ferme la cour»

### Un modèle d'union protestante
Bien que le travail routinier d'Anna, tel que s'occuper des enfants et des invités, préparer les repas, et faire la lessive, puisse passer inaperçu, les résultats qu'elle obtient ne sont pas négligeables.
Anna Bullinger a accueilli et nourri des centaines de personnes chaque année, élevé de nombreux enfants, pris soin de sa mère et de ses beaux-parents jusqu'à leur décès, permis à de jeunes hommes de se préparer à un futur ministère et soutenu son mari dans la propagation du message de l'Évangile.
Le livre à succès de Heinrich Bullinger, « Christian Matrimony », reflète le modèle de mariage heureux que le couple semble vouloir incarner. Ils diffusent ce modèle dans toute l'Europe, et l'exemple d'Anna Bullinger en tant que femme au foyer en devient la norme protestante pendant de nombreux siècles.